# Саша Гайсер
Саша Гайсер (словен. Saša Gajser, нар. 11 лютого 1974, Марибор) — словенський футболіст, півзахисник.
Насамперед відомий виступами за бельгійський «Гент» та національну збірну Словенії.

## Клубна кар'єра
У дорослому футболі дебютував у 1991 році виступами за команду клубу «Марибор», в якій провів три сезони, взявши участь лише у 16 матчах чемпіонату. 
Згодом з 1994 до 1999 року грав у складі команд клубів «Драва», «Любляна», «Нафта» та «Рудар» (Веленє).
Своєю грою за останню команду привернув увагу представників тренерського штабу бельгійського «Гента», до складу якого приєднався у 1999 році. Відіграв за команду з Гента наступні три сезони своєї ігрової кар'єри. Більшість часу, проведеного у складі «Гента», був гравцем основного складу команди.
Завершив професійну ігрову кар'єру у грецькому «Олімпіакосі», за команду якого виступав протягом 2002—2003 років.

## Виступи за збірну
У 1999 році дебютував в офіційних матчах у складі національної збірної Словенії. Протягом кар'єри у національній команді, яка тривала 5 років, провів у формі головної команди країни 27 матчів, забивши 1 гол.
У складі збірної був учасником чемпіонату Європи 2000 року у Бельгії та Нідерландах, чемпіонату світу 2002 року в Японії і Південній Кореї.

## Титули і досягнення
- Володар Кубка Словенії (3):

«Марибор»: 1991–92, 1993–94
«Рудар»: 1997–98
- Чемпіон Греції (1):

«Олімпіакос»: 2002–03